# Stazione di Molini di Tures
La stazione di Molini di Tures (in tedesco Bahnhof Mühlen in Taufers) è stata una fermata ferroviaria della ex linea ferroviaria Brunico-Campo Tures. Serviva Molini di Tures frazione di Campo Tures, in Alto Adige (Italia).

## Storia
La stazione fu inaugurata insieme alla linea il 20 luglio 1908 e rimase attiva fino al 1º febbraio 1957.

## Strutture e impianti
La fermata era dotata da un fabbricato viaggiatori e dal solo binario di circolazione. Non rimane traccia dell'infrastruttura: il fabbricato è stato demolito nel luglio del 2008 e il sito ove sorgeva è attraversato da un prato; il binario è stato smantellato.